# Hawk Films Ltd.
Hawk Films Ltd. är ett brittiskt filmbolag som producerade fyra filmer, alla av Stanley Kubrick.

## Filmer som producerades av Hawk Films Ltd.
1. Dr. Strangelove eller: Hur jag slutade ängslas och lärde mig älska bomben (1964)
2. A Clockwork Orange (1971)
3. Barry Lyndon (1975)
4. The Shining (1980)